# ムジカルタ
ムジカルタ （フランス語: Musicalta）は、1996年にフランスの音楽家のカップルが始めたクラシック音楽の音楽祭と音楽講習会。ムジカルタはアルザス地方、ルーファック地区で7月中旬から8月中旬に開催される。その他、リヨン・オペラ座、パリ・シャンゼリゼ劇場で著名な音楽家のコンサートを企画する。

## 歴史
1994年の、アルザス地方ラプートロワ、ラバゴッシュ、トワゼピでのヴァイオリンコンサートとレッスンが発起のきっかけとなる。1995年に、音楽祭への初めての予算14000フラン（約2100ユーロ）を得て、5つのコンサートを開催する。1996年、正式にムジカルタの名前が生まれる。1996年〜2000年、音楽際に多くの著名な演奏家を招待する。それと同時に、音楽講習会の参加受講生の人数は20人から120人へと増え、教授数は1人から15人となる。2001年に、規模が拡大するのに伴って、会場をアルザス地方ルーファック地区のワイン街道上へと場所を移す。

## 音楽祭
2012年に、ムジカルタ音楽祭は約8000人の観客を集める。音楽祭はルーファック地区のコミュニティー内で行われる。毎年、コンサートの1つはドミニカン修道院で開かれるのが定着している。音楽祭は、20日の間に著名な音楽家のコンサート、そして、無料の教授と講習会の受講生によるコンサートで構成される。ほか、音楽に関する講演会、楽器作りのワークショップなどがある。ムジカルタ演出家のフランシス・デュゴイによる音楽祭のプログラムは13世紀の作品から現代音楽までの幅広い領域で組まれている。2000年にはシャルル・ケクラン、2002年にはギヨーム・ルクーに注目をあてている。

### 過去の演奏者
ファイン・アート・カルテット、ジル・アパップ、フィリップ・ベルノルド、オーギュスタン・デュメイ、ジャン＝フィリップ・コラール、イングリット・ペリューシュ、ジャン＝フレデリック・ヌーブルジェ、アレクサンドル・タロー、ジェローム・ペルノー、フランシス・デュゴワ、ウグ・ルクレア、ミッシェル・ブードンクル、クワチュール　ドッビュッシー、クワチュール・アーシメッド、ミカエル・レヴィナス、ブリジット・エンゲラー、ルイジ・プドゥ、エマ・ジョンソン、アンヌ・ガスティネル、クレール・デゼール、ルノー・カピュソン、エンリケ・バティス 、ロラン・ピドゥ、タチアナ・ヴァシリエヴ、ジェローム・デュクロ、ロマン・レブエルタス、ジェラール・プーレ、サン・ルイス・ポトシ交響管弦楽団、カペラ・イストロポリターナ管弦楽団、アヴィニョン＝プロバンス地方歌劇管弦楽団、バデンバデン交響管弦楽団、ミュールーズ交響管弦楽団など。

## 国際音楽講習会
1994年に、第一回目の講習会としてヴァイオリンのレッスンが行われる。その翌年、室内音楽のクラスが追加され、1996年には受講生20人のムジカルタ音楽講習会の原型ができる。2006年以来、講習会は各セッション10日間の2セッション開催される。世界中からおよそ300人の受講生が参加し、50人以上の教授が教える国際的な講習会となる。講習会は基本的に国籍、年齢、レベルに関わらず門が開かれている。開講科目は、ピアノ、ヴァイオリン、ビオラ、チェロ、コントラバス、フルート、クラリネット、ギター、ハープ、サクソフォン、アコーディオン、声楽、室内楽、作曲など。